# Climacoptera malyginii
Climacoptera malyginii là loài thực vật có hoa thuộc họ Dền. Loài này được (Korovin ex Botsch.) Botsch. mô tả khoa học đầu tiên năm 1956.